# جائزة إيفل الكبرى 2020
جائزة إيفل الكبرى 2020 (بالألمانية: Großer Preis der Eifel 2020)‏ هو سباق فورمولا 1
أقيم بتاريخ 11 أكتوبر 2020 في حلبة نوربورغرينغ، ألمانيا، وكان السباق 11 من أصل 17 في بطولة العالم لسباقات فورمولا 1 موسم 2020، وكان أول المنطلقين فالتيري بوتاس.
فاز بالمركز الأول  لويس هاملتون، وكان صاحب أسرع لفة ماكس فيرستابين بزمن قدرة 88.139 ثانية.